# Zanjeer
Zanjeer (devanagari: ज़ंजीर, nastaliq: زنجیر) – film indyjski z 1973 roku z Amitabh Bachchanem i jego żoną Jaya Bhaduri. W rolach drugoplanowych Pran i Ajit Khan. Film jest przykładem odchodzenia od romantycznych dramatów w kierunku kina akcji, a odtwórca głównej roli zyskał sobie przydomek "The Angry Young Man." ("młody gniewny"). Ten film zemsty uczciwego oficera policji za niesłuszne oskarżenie, które doprowadziło go do więzienia, stał się w Indiach "superhitem".
Tematem filmu jest historia uczciwego, choć łatwo tracącego nad sobą kontrolę policjanta. Dziecko jako świadek zbrodni, pościgi, bójki, pobicie, zdrada, zemsta i miłość. Występujący jako para na ekranie Jaya Bhaduri i Amitabh Bachchan wkrótce stali się małżeństwem.

## Fabuła
Vijay Khanna w dzieciństwie jest świadkiem mordu na swoich rodzicach. Wychowywany w rodzinie policjanta, budzi się po nocach z krzykiem. Wciąż przezywa umieranie rodziców. Jego przybrana rodzina robi wszystko, aby chłopiec zapomniał o tragicznej przeszłości. Mijają lata.
Vijay (Amitabh Bachchan) jako policjant z wybuchów wściekłości, z bronienia prawa poprzez łamanie go. Budzi grozę wśród przestępców. Osierocony po raz drugi żyje samotnie. Do czasu, gdy w jego życie nie wkracza bojowa Mala (Jaya Bhaduri), dziewczyna, która sama przebija się przez życie utrzymując się z toczenia noży. Ich miłość zaczyna się od podziwu dla jej odwagi, z jaką naraża ona swe życie rozpoznając jako świadek zbrodni gangstera. Vijay przestaje być samotny. Także dzięki przyjacielowi, Sher Khanowi (Pran), gangsterowi, który po spotkaniu z nim zmienia swoje życie. Zanim jednak u boku Mali znajdzie swoje szczęście musi zmierzyć się z człowiekiem z bransoletką na ręce. Postacią z jego koszmarnych snów.

## Obsada
- Amitabh Bachchan – inspektor Vijay Khanna
- Jaya Bhaduri – Mala
- Pran – Sher Khan
- Om Prakash – De Silva
- Ajit Khan – Seth Dharam Dayal Teja
- Bindu – Mona

## Piosenki
- Banake Kyon Bigada Re
- Chakku Chhuriyan Tej Kara Lo
- Deewane Hai Deewanon Ko
- Dil Jalon Ka
- Yaari Hai Iman Mera

## Nagrody i nominacje
- Nagroda Filmfare za Najlepszy Scenariusz-Salim-Javed
- Nagroda Filmfare za Najlepszy Tekst Piosenki-Gulshan Bawra za piosenkę "Yari Hai Imaan Meri"
- Nagroda Filmfare za Najlepszy Montaż-R. Mahadik
- nominacja do Nagrody Filmfare dla Najlepszego Filmu
- nominacja do Nagrody Filmfare dla Najlepszego Aktora-Amitabh Bachchan
- nominacja do Nagrody Filmfare dla Najlepszego Aktora Drugoplanowego – Pran
- nominacja do Nagrody Filmfare za Najlepszą Muzykę-Kalyanji Anandji
- nominacja do Nagrody Filmfare za Najlepszy Playback Męski – Manna Dey za piosenkę "Yari Hai Imaan Meri"